# Стереотипы об Африке
Стереотипы и обобщения об Африке (как правило, к югу от Сахары), ее жителях и их культуре развивались в западном мире со времен колониального поселения. Суть этих негативных стереотипов в Африке исходит из исторического и медийного взаимодействия. Многие стереотипы об Африке идут со времен колониализма и современного представления в СМИ.

## Стереотипы об Африке в других регионах мира

### Азия
Китай считает себя дружелюбным помощником всех африканцев, однако в китайской интернет-культуре неудачливых или некомпетентных компьютерных игроков называют «африканцами», а выражение «черное лицо» означает несчастье. Япония рассматривает Африку как континент, нуждающийся в помощи. Темная кожа в Индии воспринимается негативно. Южнокорейцы рассматривают Африку как неразвитый континент.

### Европа
Бельгийцы представляли себе африканцев такими же наивными, как в мультипликационном фильме «Приключения Тинтина в Конго». Французы пытались цивилизовать континент, колонизируя его. Немцы считали себя «главенствующей расой» по сравнению с африканцами. Некоторые итальянцы рассматривают африканцев как нелегальных иммигрантов и попрошаек, что, по их опыту, часто бывает, когда те приезжают в Италию. В Польше осведомленность об Африке в основном формируется СМИ, а они имеют тенденцию фокусироваться на негативных или драматических новостях с континента. Португальцы рассматривали свое правление в Африке как акт благотворительности.
Чарльз Дарвин помог продвинуть идею, что африканцы не более умны, чем человекообразные обезьяны.

### Соединенные Штаты Америки
В Соединенных Штатах Африка считается отсталым местом, страдающим от болезней.

### Океания
Австралийцы смотрят на африканцев как на членов преступных группировок. Новозеландцы считают африканцев неграмотными.

## Общие стереотипы

### Окружающая среда
Существует распространено мнение, что вся Африка или ее большая часть это негостеприимные джунгли или пустыня, или необитаемая саванна, населенная главным образом дикими животными.
Другое ошибочное мнение западных стран об Африке состоит в том, что дикие звери это обычное явление и к ним относятся как к домашним животным. В то время как многие граждане африканских стран обычно не видят диких животных (в особенности льва, леопарда, носорога, слона и буйвола) за пределами заповедных парков.

### Бедность
Считается, что Африка является центром примитивной культуры и нищеты. Только немногие страны Африки живут бедно, но есть и страны с растущей экономикой, включая Южную Африку, Нигерию, Кению, Руанду и другие.

### Технологии
В странах развитого мира африканцы часто воспринимаются как «не имеющие доступа к современным технологиям», однако это не так. Годовой отчет африканской компании мобильных технологий и программного обеспечения TA Telecom за 2013 год показал, что 80 процентов африканцев могут иметь доступ к мобильному телефону. Использование Интернета в Африке выросло на 20% в 2018 году, при этом темпы его внедрения в Северной Африке составил 59%, в Западной Африке - 39%, в Южной Африке - 51%, а в Восточной Африке - 45%.
Многие люди ошибочно полагают, что африканцы живут в «грязных домах в глуши». На самом деле 43% населения континента живут в городских районах, хоть это и ниже среднего мирового показателя в 55%.
Другой распространенный стереотип заключается в том, что жители Африки занимаются онлайн-мошенничеством. Самое известное африканское мошенничество - это «нигерийские письма».

### Единство
Континент Африка часто ошибочно принимают за единую страну вместо 54 независимых стран, каждая из которых имеет свои языки, культуру, традиции и историю. Это искажение заставляет людей думать, что все африканцы одинаковы и не имеют своей уникальности, что не соответствует действительности, так как один только северо-африканский регион имеет кардинальные различия с остальной тропической частью континента как расово (большинство жителей стран Магриба — европеоидной расы), лингвистически (распространён арабский язык), и культурно (геополитически и историко-культурно страны Северной Африки имеют тесные связи с европейским средиземноморьем и Ближним Востоком).
Еще западный мир часто верит, что африканцы говорят на одном официальным языке, называемом «африканский» (обычно его воображают схожим по звучанию с суахили), но единого африканского языка не существует. На всем африканском континенте существуют более 2000 различных языков. Наиболее распространенным языком является суахили на Востоке.